# Mecidea indica
Mecidea indica är en insektsart som beskrevs av William Sweetland Dallas 1851. Mecidea indica ingår i släktet Mecidea och familjen bärfisar. Inga underarter finns listade i Catalogue of Life.